# آیدا دومانیان

آیدا خاچاطوری دومانیان (ارمنی: Աիդա Խաչատուրի Դումանյան؛  زادهٔ ۱۹۲۴ - درگذشته تاریخ نامعلوم ) خواننده، اپرا سوپرانو اهل ارمنستان بود. وی بین سال‌های - تا - میلادی فعالیت می‌کرد.

## زندگی‌نامه
وی در ۱۹۲۴ به دنیا آمد و از کالج موسیقی گنسین و تالار بولشوی (۱۹۵۳) فارغ‌التحصیل گشت. وی در تئاتر دولتی اپرا و باله بلاروس، تالار آکادمی ملی اپرا و باله آلکساندر اسپنداریان فعالیت می‌کرد. همچنین برندهٔ جوایزی همچون هنرمند شایسته ارمنستان شوروی شده است.  تاریخ و محل درگذشت نامعلوم است.